# Silaus silaus
Silaus silaus är en flockblommig växtart som beskrevs av Gustav Karl Wilhelm Hermann Karsten. Silaus silaus ingår i släktet Silaus och familjen flockblommiga växter. Inga underarter finns listade i Catalogue of Life.